# Batalha de Diamond Rock

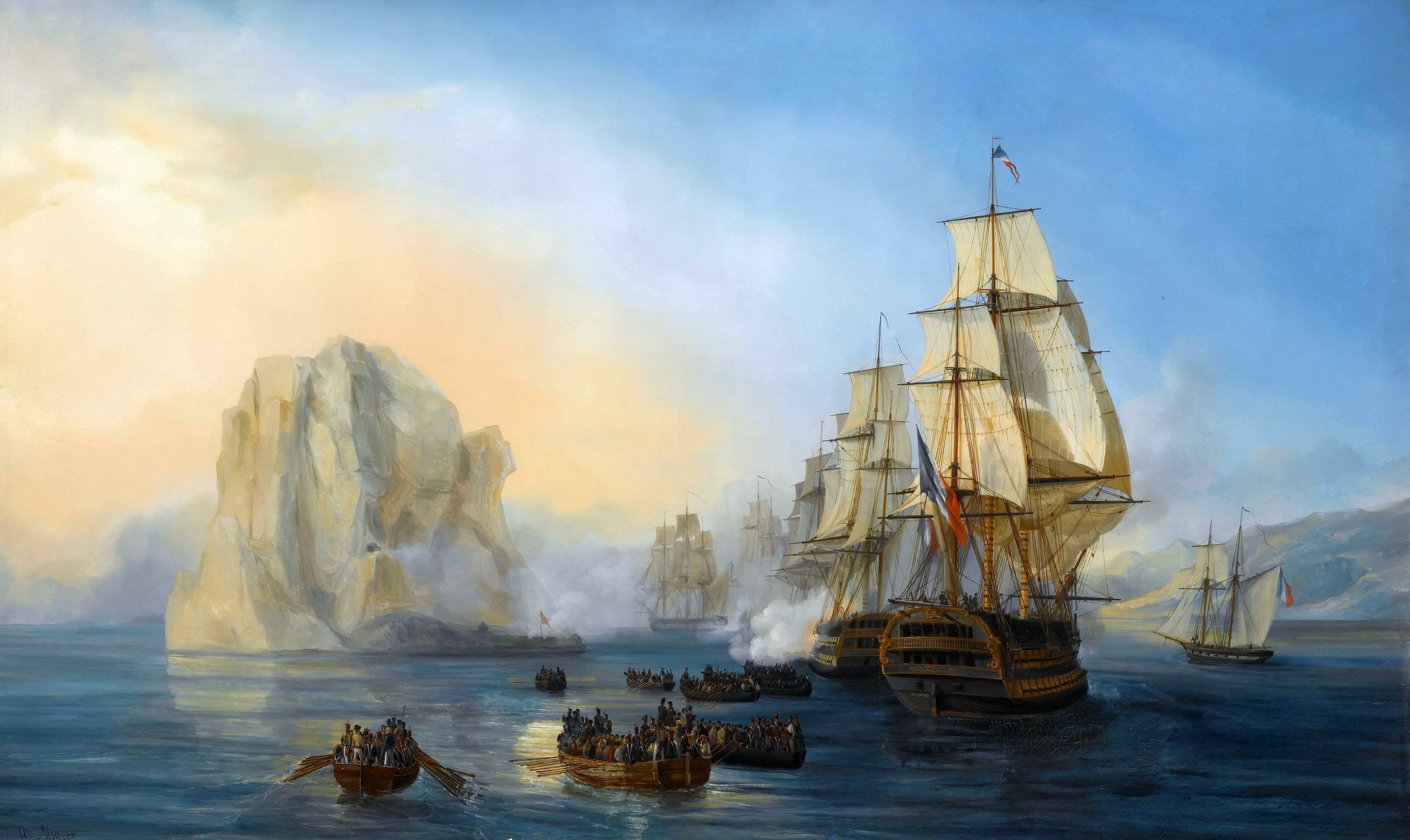
Tomada da rocha Le Diamant, perto da Martinica, 2 de junho de 1805 (por Auguste Etienne François)

A Batalha de Diamond Rock ocorreu entre 31 de maio e 2 de junho de 1805 durante as Guerras Napoleônicas, quando uma força franco-espanhola enviada sob o comando do capitão Julien Cosmao foi capaz de retomar Diamond Rock, na entrada da baía que leva a Fort-de-France, das forças britânicas que a haviam ocupado mais de um ano antes.
Os franceses na Martinica foram incapazes de expulsar os defensores da rocha estrategicamente importante, permitindo que a guarnição britânica controlasse o acesso à Baía de Fort-de-France, disparando contra navios que tentavam entrar nela com armas que haviam colocado nos penhascos. A chegada de uma grande frota combinada franco-espanhola em maio mudou a situação estratégica. O comandante francês, Pierre de Villeneuve, tinha ordens vagas para atacar as possessões britânicas no Caribe, mas em vez disso esperou na Martinica por instruções mais claras. Ele foi finalmente persuadido a autorizar um assalto à posição britânica, e uma flotilha franco-espanhola foi enviada para invadir a rocha. Já com falta de água, os defensores se mantiveram no cume por vários dias, enquanto os franceses, que haviam negligenciado trazer escadas de escala, pouco avançaram.
Os britânicos, sem água e munição, acabaram negociando a rendição da rocha após vários dias sob fogo. Como o Diamond Rock era legalmente considerado um navio da Marinha Real, e o comandante era legalmente "capitão" dele, após o repatriamento, ele foi julgado pela corte marcial (como a lei ditava em qualquer caso em que um capitão perde seu navio, independentemente da causa), mas foi honrosamente absolvido.